# Harmozica ravergiensis
Harmozica ravergiensis е вид коремоного от семейство Hygromiidae.

## Разпространение
Видът е разпространен в Украйна, Армения, Азербайджан, Грузия и Русия.